# Zala Predators 2007
Questa voce raccoglie le informazioni riguardanti gli Zala Predators nelle competizioni ufficiali e amichevoli della stagione 2007.

## Amichevoli
| Zalaegerszeg ottobre 2007 | Zala Predators | 74 – 0 | Újpest Bulldogs |  |

## Divízió II 2007

### Stagione regolare

#### Prima fase
| Budapest 12 maggio 2007 4ª giornata | North Pest Vipers | 32 – 14 | Zala Predators | MAC pálya (140 spett.) |

| Zalaegerszeg 19 maggio 2007 5ª giornata | Zala Predators | 36 – 0 | Pécs Gringos | Ifjúsági Sportcentrum |

#### Seconda fase
| Felsőtárkány 17 giugno 2007 Turno 2 | Eger Heroes | 19 – 17 (0-7 6-0 0-6 6-6) | Zala Predators | Sportpálya (150 spett.) |

| Zalaegerszeg 30 giugno 2007 Turno 4 | Zala Predators | 17 – 7 (3-7 6-0 0-0 8-0) | Veszprém Wildfires | Ifjúsági Sportcentrum |

## Statistiche di squadra
| Competizione      | %Vittorie | In casa | In casa | In casa | In casa | In casa | In casa | In trasferta | In trasferta | In trasferta | In trasferta | In trasferta | In trasferta | Totale | Totale | Totale | Totale | Totale | Totale |
| Competizione      | %Vittorie | G       | V       | N       | P       | Pf      | Ps      | G            | V            | N            | P            | Pf           | Ps           | G      | V      | N      | P      | Pf     | Ps     |
| ----------------- | --------- | ------- | ------- | ------- | ------- | ------- | ------- | ------------ | ------------ | ------------ | ------------ | ------------ | ------------ | ------ | ------ | ------ | ------ | ------ | ------ |
| Stagione regolare | .750      | 2       | 2       | 0       | 0       | 53      | 7       | 2            | 1            | 0            | 1            | 31           | 51           | 4      | 3      | 0      | 1      | 84     | 58     |
| Amichevoli        | 1.000     | 1       | 1       | 0       | 0       | 74      | 0       | 0            | 0            | 0            | 0            | 0            | 0            | 1      | 1      | 0      | 0      | 74     | 0      |
| Totale            | .800      | 3       | 3       | 0       | 0       | 127     | 7       | 2            | 1            | 0            | 1            | 31           | 51           | 5      | 4      | 0      | 1      | 158    | 58     |